# Dactylopia peruana
Dactylopia peruana är en kräftdjursart som beskrevs av Becker 1974. Dactylopia peruana ingår i släktet Dactylopia och familjen Thalestridae. Inga underarter finns listade i Catalogue of Life.